# Chiesa di Santa Maria a Carignano
La chiesa di Santa Maria a Carignano è una chiesa di Lucca che si trova in località Carignano.

## Storia e descrizione
A tre navate con la facciata preceduta da un portico, fu ricostruita alla fine del Quattrocento, come risulta dalla data 1499 incisa sul portale d'accesso. All'interno, in gran parte risultato di un intervento ottocentesco, la tela dell'altare maggiore, che raffigura l'Assunta, è opera degli inizi del Seicento di Matteo Boselli; quella all'altare del fianco sinistro, una Madonna addolorata pressoché coeva, è riferibile a Ippolito Sani; nella testata della navata sinistra è una Madonna del Rosario di Gian Domenico Ferrucci, della metà del Seicento; l'opera più interessante è la statua in terracotta policroma raffigurante San Biagio Vescovo, commissionata nel 1534 ad Agostino Marti.